# Numerele de înmatriculare auto în San Marino

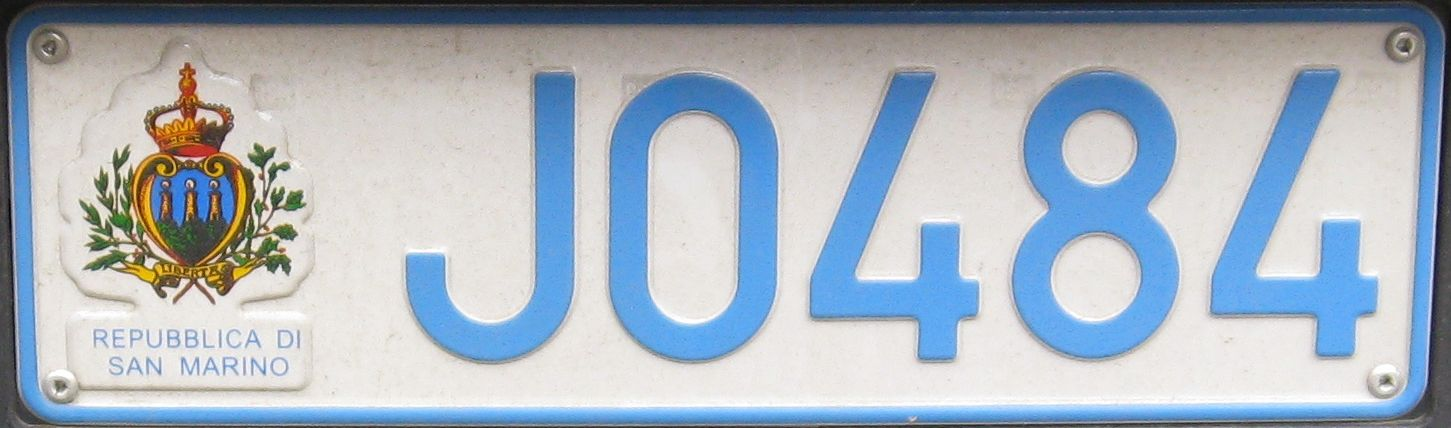
Număr de înmatriculare din San Marino

Din decembrie 1993 numerele de înmatriculare din San Marino au dimensiunile de 390 × 120 mm.
Numerele de înmatriculare din San Marino au un fundal de culoare albă cu cifre albastre. În partea stângă a acestor cifre este imprimată stema de stat din San Marino.
Începând din 1993 numerele de înmatriculare sunt compuse de obicei din o literă și maxim 4 cifre.
Din anul  2004 se poate solicita numere de înmatriculare personalizate singura cerință este să nu fie numărul ofensator. De exmplu Mari0 în loc o este folosit zero.